# Pete Rock
Pete Rock, pseudonimo di Peter Phillips (New York, 21 giugno 1970), è un disc jockey, produttore discografico e rapper statunitense.
Insieme ai A Tribe Called Quest, ai The Roots e ai Gang Starr, Pete Rock è stato il promotore della fusione di elementi jazz nella musica hip hop.
Oggi Pete Rock è considerato una leggenda vivente della scena hip hop, per il genio innovativo e per la larga influenza esercitata sui beatmaker di tutto il mondo.

## Storia
La sua prima importante apparizione sulla scena della cultura hip hop fu alla fine degli anni ottanta insieme a Marley Marl come DJ nello show "In Control" con Marley Marl della radio di New York WBLS. Sospinto dalla sua crescente popolarità, iniziò a produrre nei primi anni novanta. Nel 1991 formò, insieme all'amico e socio CL Smooth (Corey Penn), il duo appunto chiamato Pete Rock & CL Smooth. Lo stesso anno pubblicarono il loro primo EP All Souled Out. Seguirono due LP, nel 1992 Mecca and the Soul Brother considerato da molti come un classico dell'hip hop, e nel 1994 The Main Ingredient. Entrambi gli album ricevettero grandi accoglienze della critica, consolidando la loro posizione come classici della storia hip hop.
Il duo si scisse nel 1994, dopo la pubblicazione di The Main Ingredient. Nel 1995 Pete Rock formò il gruppo INI, con Grap Luva e Rob-O e pubblicò un altro classico, il 12" Fakin' Jax. Il trio registrò anche un album, Center Of Attention, di cui circolarono parecchie copie illegali (bootleg) prima della pubblicazione che avvenne solo nel 2004, tramite la BBE Records. L'uscita di questo album fu accoppiata con un altro album prodotto da Pete Rock a metà degli anni Novanta, The Original Baby Pa di Deda.

## Carriera solista

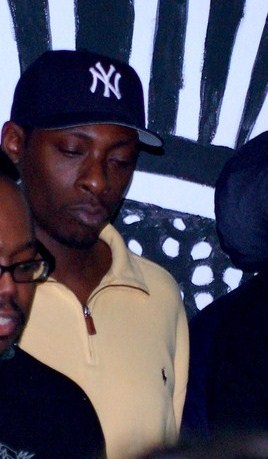
Pete Rock a New York

Mentre lavorava come DJ insieme a Marley Marl nello show Future Flavas sulla radio Hot 97, Rock riuscì a stabilire un rapporto con la Loud Records, consentendogli di pubblicare un album da solista, Soul Survivor nell'estate del 1998. Dopo che la Loud rescisse il contratto con lui, Rock firmò, in veste della propria etichetta, la Soul Brother Recordings, un contratto con la Rapster/BBE. Da allora ha continuato a pubblicare album da solista, tra cui PeteStrumentals nel 2001 e Soul Survivor II nel 2004. In quello stesso anno produsse l'album My Own Worst Enemy assieme a Ed O.G.
Recentemente Pete Rock è tornato a godere di maggiore visibilità, soprattutto grazie a uno stretto rapporto con il Wu-Tang Clan. La collaborazione iniziò con Soul Survivor, che ospitava Inspectah Deck, Method Man, Ghostface Killah e Raekwon in diversi pezzi, e continuò nel seguito, in cui apparivano sia GZA che RZA. Ha quindi curato la produzione della nuova uscita di Ghostface Killah Fishscale e l'atteso album di Raekwon, Only Built 4 Cuban Linx... ha affidato all'associata etichetta Nature Sounds il secondo album di Masta Killa, Made in Brooklyn. Nella compilation per la Nature Sounds chiamata Natural Selection è presente un pezzo prodotto da Pete Rock intitolato The PJs, con Raekwon e Masta Killah.
Conta anche una collaborazione con i Black Eyed Peas.
Verso la fine dell'inverno del 2008 Pete Rock fa uscire sotto etichetta Nature Sounds NY's Finest, continuo dei precedente Soul Survivor e Soul Survivor II. In questo album Rock ha cambiato sound, sfornando comunque beat eccellenti, ma molto meno grezzi di quelli in passato. C'è sempre l'uso di strumenti classici del jazz, ma il suono è più moderno, quasi come se Rock stesse cominciando ad aprirsi a nuove sonorità. Ospiti dell'album sono Papoose, Redman, Rell, The Little Brothers, Grap Luva, Styles P e tanti altri.
Nel giugno 2015 pubblica PeteStrumentals 2, il capitolo secondo dell'album strumentale pubblicato nel 2001.

## Influenze
Pete Rock è spesso considerato dai veri appassionati di hip hop underground come una leggenda misconosciuta e artisticamente importante, assieme a J Dilla, Madlib e DJ Premier. Fin dalla sua apparizione sulla scena hip hop, è molto conosciuto per i suoi beats rilassati e riflessivi, nelle sue produzioni, che sono diventati ormai un suo marchio di fabbrica. Il suo originale stile jazz e groove continua a influenzare i produttori hip hop di tutto il mondo. 
Un altro suo segno distintivo è usare, all'inizio di un pezzo, un estratto da una sua precedente produzione.

## Discografia

### Studio
- 1991 - All Souled Out (con CL Smooth)
- 1992 - Mecca and the Soul Brother (con CL Smooth)
- 1994 - The Main Ingredient (con CL Smooth)
- 1998 - Soul Survivor
- 2001 - PeteStrumentals
- 2004 - Soul Survivor II
- 2004 - My Own Worst Enemy (con Ed O.G.)
- 2005 - The Surviving Elements: From Soul Survivor II Sessions
- 2008 - NY's Finest
- 2011 - Monumental (con Smif-N-Wessun)
- 2015 - PeteStrumentals 2
- 2016 - Don't Smoke Rock (con Smoke DZA)
- 2019 - Retropolitan (con Skyzoo)
- 2019 - Return of the SP1200
- 2020 - PeteStrumentals 3

### Raccolte
- 2003 - Lost & Found: Hip Hop Underground Soul Classics